# Приз Каннского кинофестиваля за лучший саундтрек
Приз Каннского кинофестиваля за лучший саундтрек (Cannes Soundtrack) — одна из независимых наград, ежегодно вручаемых в рамках Каннского кинофестиваля за лучшую оригинальную музыку к фильмам основного конкурса. Премия была учреждена в 2010 году и вручается с 2012 года жюри, состоящим из журналистов. С 2016 года вручается также награда за лучший подбор неоригинальной музыки для фильма (фр. prix de la meilleure musique synchronisée).

## Лауреаты премии за оригинальную музыку
| Год  | Фильм                    | Композитор                 |
| ---- | ------------------------ | -------------------------- |
| 2012 | Вы ничего не видели      | Марк Сноу                  |
| 2013 | Выживут только любовники | Йозеф ван Виссем и SQÜRL   |
| 2014 | Звёздная карта           | Говард Шор                 |
| 2015 | Убийца                   | Lim Giong                  |
| 2016 | Неоновый демон           | Клифф Мартинес             |
| 2017 | Хорошее время            | Oneohtrix Point Never      |
| 2018 | Лето                     | Рома Зверь и Герман Осипов |
| 2019 | Боль и слава             | Альберто Иглесиас          |
| 2021 | Аннетт                   | Рон Мэйл, Рассел Мэйл      |
| 2021 | Париж, 13-й округ        | Рон                        |
| 2022 | Иа                       | Павел Микетын              |

## Лауреаты премии за использование неоригинальной музыки
| Год  | Фильм         | Композитор  |
| ---- | ------------- | ----------- |
| 2016 | В тихом омуте | Брюно Дюмон |